# الینیا
الینیا (به فرانسوی: Alénya) یک کمون در فرانسه است که در Canton of La Côte Radieuse واقع شده‌است.

## خصوصیات
الینیا ۵٫۳۴ کیلومترمربع مساحت و ۳٬۰۲۰ نفر جمعیت دارد و ۵ متر بالاتر از سطح دریا واقع شده‌است.